# Vide Cor Meum

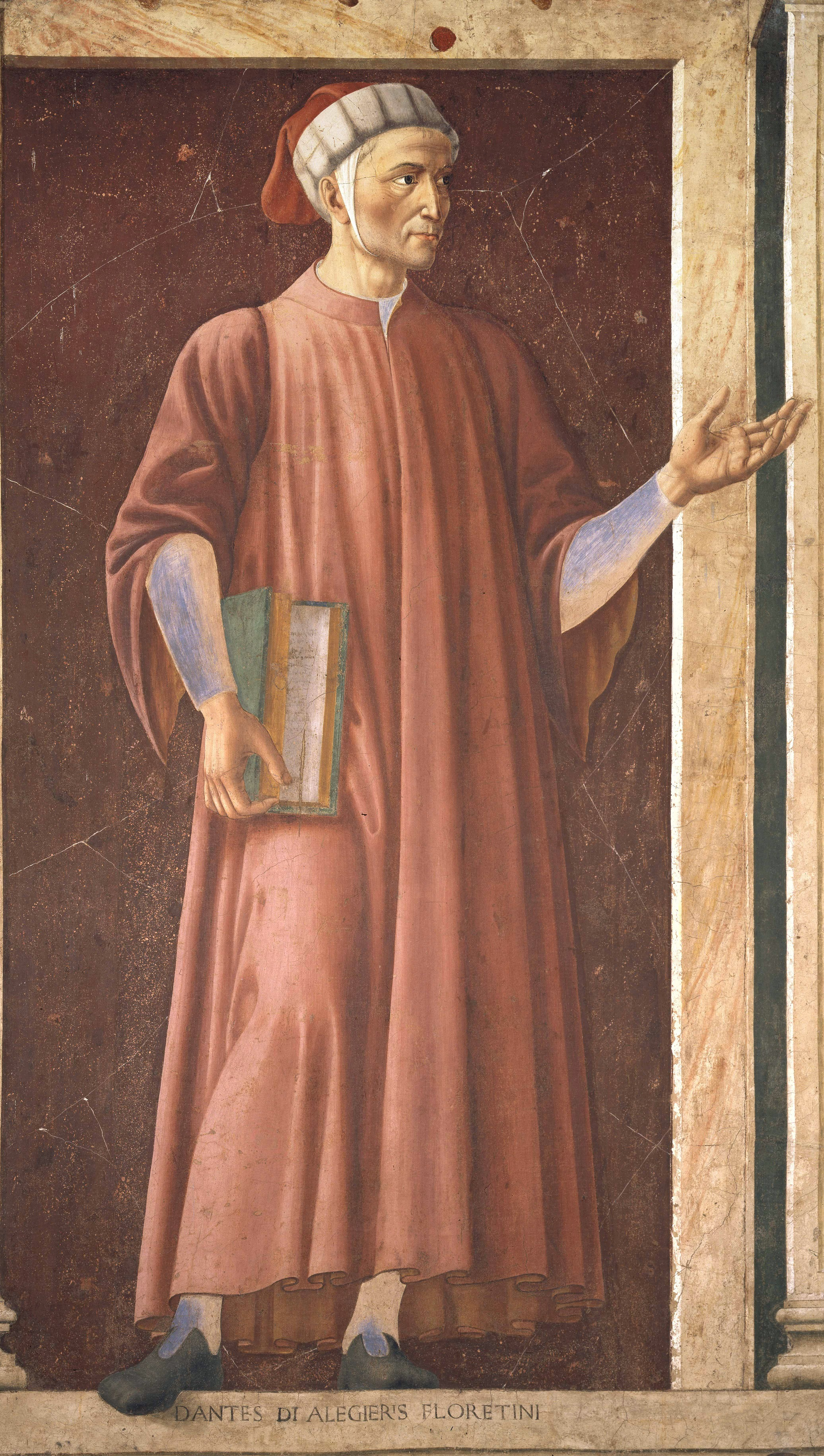
La canción y su título se basan en parte en versos de Dante Alighieri.

"Vide Cor Meum" (Del latín: 'Mira mi corazón') es una aria breve (recuerda a una romanza), compuesta por el músico irlandés Patrick Cassidy, producida por su autor junto con Hans Zimmer e interpretada por la Lyndhurst Orchestra, dirigida por Gavin Greenaway. Las voces corren a cargo de Danielle de Niese y Bruno Lazzaretti, en los papeles de Beatriz y Dante, respectivamente. La composición apareció por primera vez formando parte de la banda sonora de la película Hannibal (2001) de Ridley Scott. El aria aparece por primera vez en la escena en que el protagonista, Hannibal Lecter, y su antagonista, el inspector Pazzi, contemplan una ópera al aire libre. Ridley Scott volvió a utilizar esta canción en El Reino de los Cielos (2005), durante el funeral del Rey Balduino IV de Jerusalén.

## Trasfondo literario
La canción se basa, en parte, en el capítulo III de la Vita nuova de Dante Alighieri. Algunas partes corresponden a los versos 10 a 12 (v.10-12) del soneto que aparece en dicho capítulo. Otras líneas se basan en la glosa del verso que realiza el propio Dante (números 9 y 11 del mismo capítulo III). Las locuciones en latín ("Ego dominus tuus" y "Vide cor tuum"), son las palabras que Dante oye de una visión que se le aparece en un sueño, según relata en este texto.
Las últimas líneas de la canción no están directamente tomadas de la obra mencionada: "Io sono in peace" no aparece en la Vida nueva, mientras que "Vide cor meum", "Mira mi corazón" (que da nombre a esta aria), proviene de las palabras que la visión le dirige a Dante (III, 9) "Vide cor [...]", y "meum".
La letra se desarrolla con suficiente libertad como para interpretar un diálogo con el contrapunto del coro a modo narrativo, y un final en ritornello. Es posible que el interlocutor del narrador, Dante, sea Beatriz. 
(Dante se enamoró de su musa, Beatriz, a los nueve años. Tras otros nueve años, se reencuentra con ella y resurge el amor, aunque lo mantiene oculto para no comprometerla, hasta el punto de cortejar a otra dama para no revelarlo. En el soneto, titulado "ciò che mai non fue detto d'alcuna" (lo que jamás se dijo de ninguna), expresa un sueño premonitorio de la muerte de Beatriz, en que ella, en manos de Dante, devora su corazón, que está ardiendo, envuelta en lágrimas).
Es posible también suponer que el interlocutor de Dante, en esta reconstrucción, sea el propio amor, que interpela a Dante tal y como se menciona en la glosa (III, 9), y a quien Dante saluda como Señor en este soneto (v. 4).
Sin embargo, el soneto está explícita y claramente dirigida a "Toda alma prisionera", por lo que lo más plausible es que el "interlocutor" en el texto del aria sea algún "alma", o todas aquellas atormentadas por el amor, tal y como Dante expone en la primera estrofa.

## Verso
Este es el soneto que Dante escribe en el capítulo III de la "Vida Nueva". La traducción es del Lic. Jorge Sanguinetti.
| A ciascun'alma presa, e gentil core, nel cui cospetto ven lo dir presente, in ciò che mi rescrivan suo parvente salute in lor segnor, cioè Amore. Già eran quasi che atterzate l'ore del tempo che onne stella n'è lucente, quando m'apparve Amor súbitamente cui essenza membrar mi dà orrore. Allegro mi sembrava Amor tenendo meo core in mano, e ne le braccia avea madonna involta in un drappo dormendo. Poi la svegliava, e d'esto core ardendo lei paventosa umilmente pascea: appresso gir lo ne vedea piangendo. TOMADO DE: Digital Dante | A toda alma prisionera y gentil, a cuya presencia venga el decir presente, por qué me escriban su parecer, salud en su Señor, es decir Amor. Ya eran casi terciadas las horas, del tiempo en que toda estrella está luciente, cuando aparecióseme Amor súbitamente, cuyo aspecto recordar me causa horror. Alegre me parecía Amor, teniendo mi corazón en la mano, y en sus brazos una dama, envuelta en un lienzo, dormida; Después la despertaba, y de este corazón ardiendo ella espantada humildemente comía, y después irse lo vi llorando. |

## Texto
A continuación aparece el texto del aria seguido de una interpretación del mismo en forma de Diálogo entre Dante y un interlocutor (Beatriz o el amor). Además, una traducción literal indicando si la línea proviene del soneto (v. 10-12), de la glosa (n.º 9 y 11), de las palabras de la visión o si es texto libre.
| ITALIANO/LATÍN Chorus: E pensando di lei Mi sopragiunse uno soave sonno Ego dominus tuus Vide cor tuum E d'esto core ardendo Cor tuum (Chorus: Lei paventosa) Umilmente pascea. Appreso gir lo ne vedea piangendo. La letizia si convertia In amarissimo pianto Io sono in pace Cor meum Io sono in pace Vide cor meum | ESPAÑOL: INTERPRETACIÓN DIALÓGICA Coro: Y pensando en ella Un suave sueño se apodera de mí B: Dueña tuya soy contémplalo, corazón tuyo. D:y de este corazón inflamado, B:Ah, tu corazón (Coro: y ella tremolante) D: inclinándote sumisa haz de él tu pasto. B:Y entonces, envuelta en lágrimas, vi cómo de mi se apartaba. D:El gozo tornóse el más amargo de los llantos B: Ahora estoy en paz D: corazón mío B: Ahora estoy en paz D: vélo así, corazón mío | ESPAÑOL: TRADUCCIÓN LITERAL [Glosa, 9]:[...] y pensando en ella [Glosa, 9]: me sobrecogió un suave sueño. [Visión, 9]:"Dueño tuyo [soy]" [Visión, 11]:"Ve tu corazón". [Soneto, v.10]:[...] y de este corazón ardiendo, [Visión, 11]:"[...] tu corazón" [Soneto, v.11]:[...] ella, atemorizada, [Soneto, v.11]:humildemente comía: [Soneto, v.12]:envuelto en lágrimas, lo vi irse llorando. [Glosa, 12]:El gozo tornóse [Glosa, 12]:el más amargo de los llantos [Texto libre]: Ahora estoy en paz [Texto libre]: corazón mío [Texto libre]: Ahora estoy en paz [Texto libre]: ¡Ve mi corazón! |

## Intérpretes
- Danielle de Niese
- Bruno Lazzaretti
- The Lyndhurst Orchestra carece de página tanto en Wikipedia en español como en inglés, pero en esta última se menciona a dicha orquesta en el artículo dedicado a la banda sonora de la película Gladiator.